# 圓身蛇鰻
圓身蛇鰻，為輻鰭魚綱鰻鱺目糯鰻亞目蛇鰻科蛇鰻屬的其中一種，分布於西北太平洋的韓國海域，體長可達79.3公分，棲息在底層水域，屬肉食性，可做為食用魚。

## 擴展閱讀
維基物種上的相關：圓身蛇鰻